# Günther Mitterbauer
Günther Mitterbauer (* 1944) ist ein österreichischer Sportwissenschaftler und Hochschullehrer.

## Leben
Mitterbauer studierte an der Leopold-Franzens-Universität Innsbruck Geographie und Leibeserziehung für das Lehramt. An derselben Hochschule war er ab 1969 als Mitarbeiter am Institut für Leibeserziehung tätig. 1978 legte er dort bei Friedrich Fetz und Elmar Kornexl seine Doktorarbeit mit dem Titel Bewegungsmerkmale in der Sportmotorik mit besonderer Berücksichtigung der Bewegungsgenauigkeit und der quantitativen Bestimmung der Merkmale Bewegungskonstanz, Bewegungsumfang und "Antizipationsverhalten" beim Balldribbeln vor.
1984 brachte Mitterbauer das Buch Kleine Spiele heraus. 1985 war er Mitverfasser des Buchs 300 Bewegungs-Spiele für Schule, Verein, Freizeit und Familie. 1993 schloss Mitterbauer seine Habilitation ab, der Titel seiner Schrift lautete Sportwissenschaftliche Forschung für die Praxis: primäre Prävention – sekundäre Prävention – Spitzensport. Er befasste sich in seiner wissenschaftlichen Tätigkeit des Weiteren schwerpunktmäßig mit den Themen Bewegung am Arbeitsplatz, Betriebssport, Sport und Integration, Bewegung im Kindes- und Jugendalter, Schulsport, mentales Training und Freizeitsport.
Mitterbauer wurde 1995 an der Universität Innsbruck außerordentlicher Professor und gehörte ab 1999 dem Vorstand des Instituts für Sportwissenschaften der Universität Innsbruck an.
Bei der Österreichischen Sportwissenschaftlichen Gesellschaft war Mitterbauer von 1987 bis 1989 Geschäftsführer sowie von 1996 bis 1998 und 2004 bis 2006 Vorsitzender. Mitterbauer ist Vorsitzender der Sportunion Tirol und stellvertretender Vorsitzender des Panathlon Clubs Innsbruck.